# John Rich
John Rich (1691 of 1692 - 1761) was een Engels balletdanser en theaterdirecteur.
In 1714 opende hij een nieuw theater te Londen: Lincoln's Inn Fields. Hier werden veel toneelstukken met muziek, pantomimes, balletten en opera's uitgevoerd; The Beggar's Opera ging hier in 1728 in première. Hij bouwde voorts het Covent Garden Theater. Händel huurde tussen 1734 en 1747 regelmatig dat theater om er tijdens de vasten oratoria uit te voeren.